# Opferzone
Als Opferzonen (englisch sacrifice zones) werden Gebiete bezeichnet, die infolge menschlicher Handlungen so starke Veränderungen erfahren haben oder noch immer erfahren, dass viele oder alle der dort ansässigen Lebewesen massiv beeinträchtigt werden oder ihr Leben dort vorübergehend oder dauerhaft überhaupt nicht mehr aufrechterhalten können. Es handelt sich in der Regel um Orte, an denen natürliche Ressourcen intensiv genutzt werden und die daraus resultierenden Veränderungen nicht nur zu verwüsteten Landschaften, sondern auch zu  Hoffnungslosigkeit und Verzweiflung führen. Als Ursprung des Begriffs wird der Kalte Krieg genannt: Nachdem der Mensch erste Gebiete durch Kernwaffentests vorsätzlich radioaktiv kontaminiert hatte, wurde er sich in der darauf folgenden Zeit bewusst, dass diese Gebiete zumindest für sehr lange Zeit als Lebensraum verloren sein würden. In diesem Kontext wurde der englische Begriff der sacrifice zone geprägt.
Das Leben in diesen Gebieten beeinträchtigt die Realisierung verschiedener Menschenrechte, oder macht sie nahezu unmöglich. Dies kann z. B. das Recht auf Zugang zu sauberem Wasser, das Recht auf angemessene Ernährung und das Recht auf Wohnen betreffen. Im Jahr 2021 informierten zwei Sonderberichterstatter der Vereinten Nationen den UN-Menschenrechtsrat darüber, dass gegenwärtig weltweit mehr als 100 Millionen Menschen in derartigen Gebieten leben.
In einem Kurzbericht porträtieren sie eine Auswahl von 50 der nach ihrer Auffassung am schlimmsten verschmutzten Orte der Welt.